# Persone di nome Horace
| Questa pagina contiene informazioni ricavate automaticamente dalle voci biografiche con l'ausilio del template Bio e di un bot. L'aggiornamento è periodico e automatico e ricostruisce completamente la pagina. Se manca una persona in questa lista, sei pregato di non aggiungerla, ma accertati piuttosto che la sua voce biografica contenga il template Bio e che i dati anagrafici siano correttamente compilati. Se il template Bio manca, inseriscilo tu stesso o, in alternativa, metti l'avviso {{tmp\|Bio}} che ne segnala la mancanza. Se i dati riportati sono sbagliati, correggi direttamente la voce biografica; le modifiche saranno visibili in questa lista entro pochi giorni. Per chiarimenti vedi il progetto antroponimi. La lista contiene solo le 65 persone che sono citate nell'enciclopedia e per le quali è stato implementato correttamente il template Bio. Pagina aggiornata al 23 mag 2025. |

Questa è una lista di persone presenti nell'enciclopedia che hanno il nome Horace, suddivise per attività principale.

## Allenatori di calcio(1)
- Doug Millward, allenatore di calcio e calciatore inglese (Sheffield, n. 1931 - Contea di Arlington, † 2000)

## Alpinisti(1)
- Horace Walker, alpinista inglese (n. 1838 - † 1908)

## Ambasciatori(1)
- Horace Mann, ambasciatore britannico (Londra, n. 1706 - Firenze, † 1786)

## Ammiragli(1)
- Horace Hood, ammiraglio britannico (Londra, n. 1870 - battaglia dello Jutland, † 1916)

## Architetti(2)
- Horace Jones, architetto inglese (n. 1819 - Londra, † 1887)
- Horace Trumbauer, architetto statunitense (Filadelfia, n. 1868 - Filadelfia, † 1938)

## Astronomi(2)
- Horace Welcome Babcock, astronomo statunitense (n. 1912 - † 2003)
- Horace Parnell Tuttle, astronomo statunitense (Newfield, n. 1839 - Falls Church, † 1923)

## Attori(4)
- Horace B. Carpenter, attore, regista e sceneggiatore statunitense (Grand Rapids, n. 1875 - Hollywood, † 1945)
- Phil Chambers, attore statunitense (Contea di Los Angeles, n. 1916 - Los Angeles, † 1993)
- Holmes Herbert, attore inglese (Mansfield, n. 1882 - Hollywood, † 1956)
- Horace McMahon, attore statunitense (Norwalk, n. 1906 - Norwalk, † 1971)

## Banchieri(2)
- Horace Finaly, banchiere francese (Budapest, n. 1871 - New York, † 1945)
- Horace de Landau, banchiere francese (Odessa, n. 1824 - Firenze, † 1903)

## Calciatori(4)
- Horace Bailey, calciatore inglese (Derby, n. 1881 - Biggleswade, † 1960)
- Horace Barnes, calciatore inglese (Sheffield, n. 1891 - Clayton, † 1961)
- Horace Barnet, calciatore inglese (Kensington, n. 1856 - † 1941)
- Ray Wright, calciatore inglese (Pontefract, n. 1918 - Luton, † 1987)

## Cantanti(1)
- Horace Andy, cantante giamaicano (Kingston, n. 1951)

## Cestisti(7)
- Al Brightman, cestista e allenatore di pallacanestro statunitense (Eureka, n. 1923 - Portland, † 1992)
- Horace Grant, ex cestista statunitense (Augusta, n. 1965)
- Horace Jenkins, ex cestista statunitense (Elizabeth, n. 1974)
- Bones McKinney, cestista e allenatore di pallacanestro statunitense (Lowland, n. 1919 - Raleigh, † 1997)
- Horace Owens, ex cestista e allenatore di pallacanestro statunitense (Filadelfia, n. 1961)
- Horace Spencer, cestista statunitense (Filadelfia, n. 1997)
- Horace Walker, cestista statunitense (Chester, n. 1937 - Los Angeles, † 2001)

## Chimici(1)
- Horace Dobbs, chimico e scrittore inglese (Londra, n. 1933)

## Critici letterari(1)
- Horace Engdahl, critico letterario svedese (Karlskrona, n. 1948)

## Diplomatici(2)
- Anthony Rumbold, diplomatico inglese (n. 1911 - † 1983)
- Horace Rumbold, diplomatico inglese (n. 1869 - † 1941)

## Educatori(1)
- Horace Mann, educatore e politico statunitense (Franklin, n. 1796 - Yellow Springs, † 1859)

## Farmacologi(1)
- Raphaël Dubois, farmacologo francese (Le Mans, n. 1849 - La Seyne-sur-Mer, † 1929)

## Fisiologi(1)
- Horace Winchell Magoun, fisiologo statunitense (Filadelfia, n. 1907 - Santa Monica, † 1991)

## Generali(2)
- Horace Smith-Dorrien, generale britannico (Berkhamsted, n. 1858 - Chippenham, † 1930)
- Horace Vere, generale inglese (Essex, n. 1565 - Whitehall, † 1635)

## Imprenditori(1)
- Edward Moss, imprenditore britannico (Droylsden, n. 1852 - Gorebridge, † 1912)

## Ingegneri(1)
- Horace Darwin, ingegnere inglese (Downe, n. 1851 - Cambridge, † 1928)

## Inventori(1)
- Horace Smith, inventore e imprenditore statunitense (Cheshire, n. 1808 - Springfield, † 1893)

## Matematici(1)
- Horace Lamb, matematico e fisico inglese (Stockport, n. 1849 - Cambridge, † 1934)

## Mezzofondisti(1)
- Horace Brown, mezzofondista statunitense (Madison, n. 1898 - Houston, † 1983)

## Militari(1)
- Horace Greasley, militare inglese (Ibstock, n. 1918 - L'Alfàs del Pi, † 2010)

## Nobili(2)
- Horace Sébastiani, nobile, generale e diplomatico francese (La Porta, n. 1772 - Parigi, † 1851)
- Horace Walpole, nobile e scrittore inglese (Londra, n. 1717 - Londra, † 1797)

## Odontoiatri(1)
- Horace Wells, dentista statunitense (Hartford, n. 1815 - New York, † 1848)

## Orientalisti(1)
- Horace Hayman Wilson, orientalista e numismatico inglese (Londra, n. 1786 - Londra, † 1860)

## Pianisti(2)
- Horace Heidt, pianista statunitense (Alameda, n. 1901 - Los Angeles, † 1986)
- Horace Silver, pianista e compositore statunitense (Norwalk, n. 1928 - New Rochelle, † 2014)

## Piloti automobilistici(1)
- Horace Gould, pilota di Formula 1 britannico (Clifton, n. 1918 - Southmead, † 1968)

## Pistard(1)
- Thomas Johnson, pistard britannico (Fulham, n. 1886 - † 1966)

## Pittori(1)
- Horace Pippin, pittore statunitense (West Chester, n. 1888 - West Chester, † 1946)

## Politici(4)
- Horace Austin, politico statunitense (Canterbury, n. 1831 - Minneapolis, † 1905)
- Horace Farquhar, I conte Farquhar, politico inglese (Hertford, n. 1844 - Londra, † 1923)
- Horace Greeley, politico e giornalista statunitense (Amherst, n. 1811 - Pleasantville, † 1872)
- Horace Maynard, politico statunitense (Westborough, n. 1814 - Knoxville, † 1882)

## Pugili(2)
- Horace Gwynne, pugile canadese (Toronto, n. 1912 - Toronto, † 2001)
- Hank Herring, pugile statunitense (St. Petersburg, n. 1922 - Lemoore, † 1999)

## Rapper(1)
- Nardo Wick, rapper statunitense (Jacksonville, n. 2001)

## Registi(2)
- Horace Davey, regista e attore statunitense (Bayonne, n. 1889 - Los Angeles, † 1970)
- Manning Haynes, regista e attore britannico (Lyminster, n. 1889 - Epsom, † 1957)

## Sceneggiatori(1)
- Horace Vinton, sceneggiatore, regista e attore statunitense (n. 1854 - New York, † 1930)

## Scrittori(2)
- Horace McCoy, scrittore e sceneggiatore statunitense (Pegram, n. 1897 - Beverly Hills, † 1955)
- Horace Traubel, scrittore, critico letterario e editore statunitense (Camden, n. 1858 - Bon Echo, † 1919)

## Siepisti(1)
- Horace Ashenfelter, siepista e mezzofondista statunitense (Phoenixville, n. 1923 - West Orange, † 2018)

## Tennisti(1)
- Horace Rice, tennista australiano (Sydney, n. 1872 - Sydney, † 1950)

## Viaggiatori(1)
- Horace de Rilliet, viaggiatore, scrittore e chirurgo svizzero (Unterseen, n. 1824 - Napoli, † 1854)